# Gul kiwi
Gul kiwi (Actinidia chinensis) är en tvåhjärtbladig växtart som beskrevs av Jules Émile Planchon. Actinidia chinensis ingår i släktet aktinidiasläktet, och familjen Actinidiaceae.

## Underarter
Arten delas in i följande underarter:

## Bildgalleri

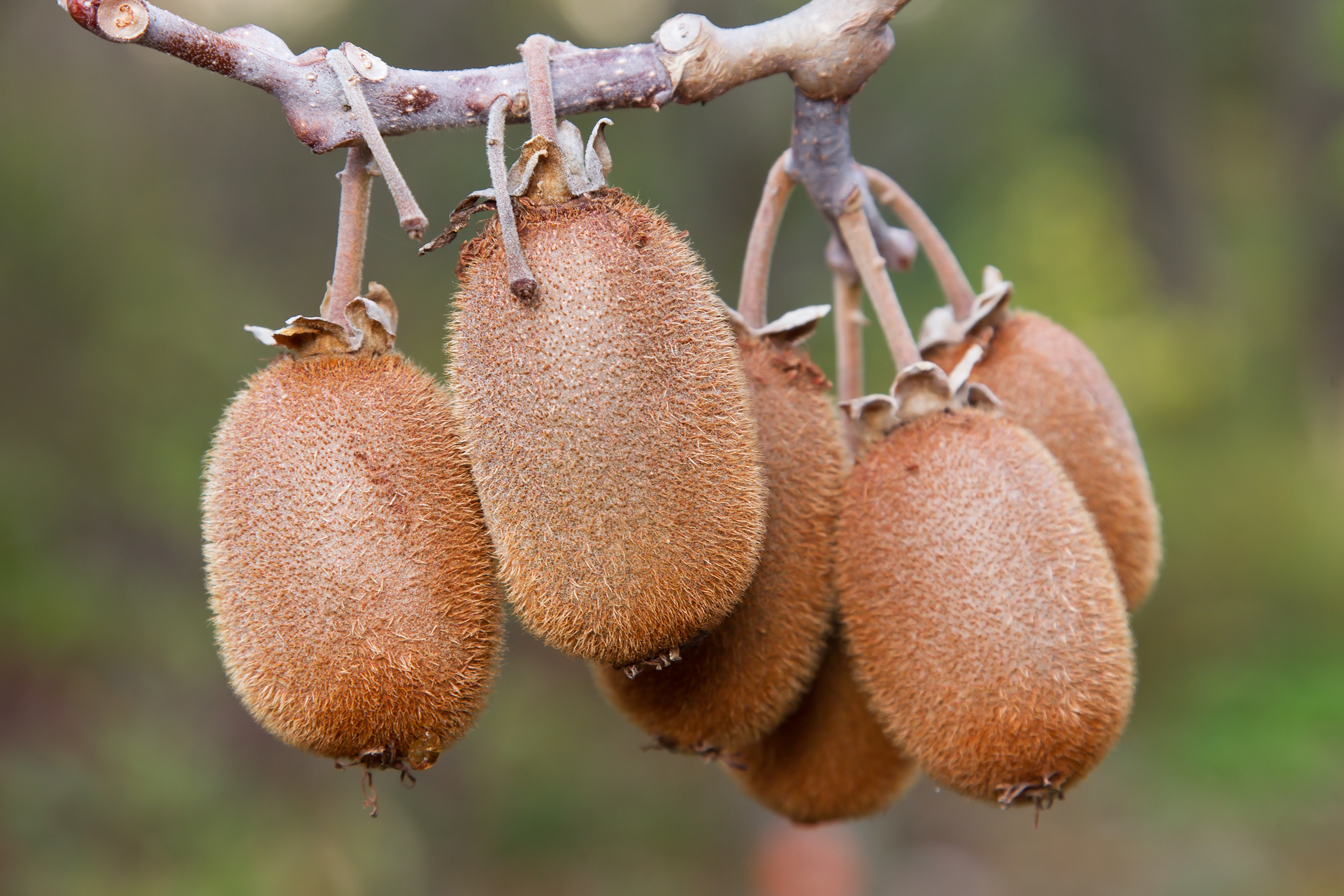